# Dasyvalgus shimomurai
Dasyvalgus shimomurai är en skalbaggsart som beskrevs av Kobayashi 1994. Dasyvalgus shimomurai ingår i släktet Dasyvalgus och familjen Cetoniidae. Inga underarter finns listade i Catalogue of Life.